# Regulate
Regulate (englisch für „Regulieren“) ist ein Lied des US-amerikanischen Rappers Warren G, das er zusammen mit Nate Dogg aufnahm. Der Song ist die erste Singleauskopplung seines Debütalbums Regulate... G Funk Era und wurde am 14. April 1994 veröffentlicht.

## Inhalt
Am Anfangs des Songs ist der Ausschnitt eines Monologs aus dem Film Young Guns von 1988 zu hören. Anschließend beginnen Warren G und Nate Dogg mit ihren Versen, wobei sie sich bis etwa zur Hälfte des Lieds nach jeweils vier Zeilen abwechseln, erst dann variieren die Anteile.
Im Song selbst bedienen sich beide des Storytellings. So rappt Warren G, wie er nachts allein auf der Suche nach Frauen, die er aufreißen kann, durch die Straßen fährt. Nate Dogg ist ebenfalls allein mit dem Auto unterwegs, um sich mit Warren G zu treffen, wobei eine Gruppe Frauen an ihm vorbeifährt, die mit ihrem Auto einen Unfall verursacht, weil sie durch ihn abgelenkt ist. Derweil trifft Warren G auf eine Gruppe junger Männer, die ihn mit Schusswaffen bedrohen und ausrauben. Nate Dogg trifft beim Geschehen ein und schießt die Angreifer mit seiner Waffe nieder, als Warren G schon fast mit seinem Leben abgeschlossen hatte. Nun fahren beide zu den Frauen zurück und Nate Dogg singt, wie er ihnen Hilfe anbietet und sie in sein Auto einsteigen lässt, um mit ihnen in ein Motel zu fahren. Nach einem Instrumental-Teil rufen beide eine neue Ära der Rapmusik aus, die durch den G-Funk, der durch Rhythmus und Melodie geprägt ist, angebrochen sei. Besonders am Lied ist, dass es keinen sich wiederholenden Refrain besitzt.

## Produktion und Samples
Das Lied wurde von Warren G selbst produziert. Dabei verwendete er Samples von drei Songs anderer Künstler. So übernahm er die Grundmelodie und wesentliche Teile der Instrumentierung von I Keep Forgettin’ (Every Time You’re Near) von Michael McDonald und die Pfeifgeräusche von Sign of the Times von Bob James. Zudem sind Elemente des Stücks Let Me Ride von Dr. Dre enthalten. Der am Anfang gesprochene Satz “Regulators, we regulate any stealing of his property and we’re damn good, too, but you can’t be any geek off the street, gotta be handy with the steel, if you know what I mean, to earn your keep” stammt von Casey Siemaszko in seiner Rolle als Charlie Bowdre aus dem Film Young Guns.

## Musikvideo
Im Musikvideo zu Regulate, bei dem Cameron Casey Regie führte, sind unter anderem Szenen aus dem Film Above the Rim (mit dem Rapper Tupac Shakur) zu sehen, auf dessen Soundtrack der Song ebenfalls enthalten ist. Auf YouTube verzeichnet das Video über 346 Millionen Aufrufe (Stand November 2023).
Der Inhalt des Videos orientiert sich stark am Text des Liedes. So sieht man Warren G und Nate Dogg, die jeweils allein mit ihrem Auto nachts durch die Straßen von Long Beach fahren. Während Warren G auf eine Gruppe junger Männer trifft, mit denen er in eine Schlägerei verwickelt wird, trifft Nate Dogg auf eine Gruppe Frauen, die mit ihrem Auto einen Unfall verursachen, da sie durch ihn abgelenkt sind. Warren G wird von der Gang verprügelt, mit Waffen bedroht und ausgeraubt, doch dann erreicht Nate Dogg das Geschehen und schießt die Angreifer nieder. Nun kehren beide zusammen zu den Frauen zurück, die bei ihrem kaputten Auto warten, und fahren mit diesen in ihren Autos in ein Motel um sich zu vergnügen. Neben den Filmszenen, die zwischendurch eingeblendet werden, sieht man die beiden auch auf einer Treppe sitzend oder an einer Mauer stehend ihre Musik darbieten.

## Single

### Covergestaltung
Das Singlecover ist in orangen Farbtönen gehalten und zeigt einen Basketballkorb, dessen Ring von zwei Händen umklammert wird. Im oberen Teil des Bildes befinden sich der Schriftzug Warren G. & Nate Dogg in Weiß sowie der Titel Regulate in Gelb. Im unteren Teil steht Music from Above the Rim the Soundtrack in Weiß.

### Chartplatzierungen
Regulate stieg am 25. Juli 1994 auf Platz 98 in die deutschen Charts ein und erreichte am 19. September 1994 mit Rang 7 die Höchstposition. Insgesamt war das Lied 26 Wochen in den Top 100 vertreten. In den deutschen Jahrescharts 1994 belegte die Single Platz 37. Besonders erfolgreich war der Song in den Vereinigten Staaten, wo er Rang 2 erreichte.
| ChartsChartplatzierungen       | Höchstplatzierung | Wochen |
| ------------------------------ | ----------------- | ------ |
| Deutschland (GfK)              | 7 (26 Wo.)        | 26     |
| Österreich (Ö3)                | 19 (6 Wo.)        | 6      |
| Schweiz (IFPI)                 | 5 (20 Wo.)        | 20     |
| Vereinigte Staaten (Billboard) | 2 (20 Wo.)        | 20     |
| Vereinigtes Königreich (OCC)   | 5 (27 Wo.)        | 27     |

| ChartsJahrescharts (1994)      | Platzierung |
| ------------------------------ | ----------- |
| Deutschland (GfK)              | 37          |
| Schweiz (IFPI)                 | 31          |
| Vereinigte Staaten (Billboard) | 22          |
| Vereinigtes Königreich (OCC)   | 33          |

### Auszeichnungen für Musikverkäufe
Regulate erhielt noch im Erscheinungsjahr für mehr als 250.000 verkaufte Exemplare in Deutschland eine Goldene Schallplatte. Im Jahr 2017 wurde es in den Vereinigten Staaten für über zwei Millionen Verkäufe mit Doppel-Platin ausgezeichnet, während es im Vereinigten Königreich 2025 ebenfalls Doppel-Platin für mehr als 1,2 Millionen verkaufte Einheiten erhielt.

| Land/Region                  | Auszeichnungen für Musikverkäufe (Land/Region, Auszeichnung, Verkäufe) | Verkäufe  |
| ---------------------------- | ---------------------------------------------------------------------- | --------- |
| Australien (ARIA)            | Gold                                                                   | 35.000    |
| Dänemark (IFPI)              | Gold                                                                   | 45.000    |
| Deutschland (BVMI)           | Gold                                                                   | 250.000   |
| Neuseeland (RMNZ)            | 4× Platin                                                              | 120.000   |
| Vereinigte Staaten (RIAA)    | 2× Platin                                                              | 2.000.000 |
| Vereinigtes Königreich (BPI) | 2× Platin                                                              | 1.200.000 |
| Insgesamt                    | 3× Gold · 8× Platin ·                                                  | 3.650.000 |

Bei den Grammy Awards 1995 wurde Regulate in der Kategorie Best Rap Performance by a Duo or Group nominiert, unterlag jedoch dem Lied None of Your Business von Salt ’n’ Pepa.